# اندیس سنگ آهن - آهن دان لاهیجان
سنگ آهن - آهن دان لاهیجان یک اندیس فلزی است که در حوالی شهر رشت استان گیلان قرار دارد و مادهٔ معدنی موجود در آن، آهن است.سنگ میزبان این اندیس کوارتزیت است و دیرینگی آن به دوران پرکامبرین می‌رسد. در این اندیس، پاراژنز‌های مگنتیت یافت می‌شوند.